# Гарсия Родригес, Хуан де ла Каридад
Хуан де ла Каридад Гарсия Родригес (исп. Juan de la Caridad García Rodríguez; род. 11 июля 1948, Камагуэй, Куба) — кубинский кардинал. Титулярный епископ Гумми-ин-Проконсулари и вспомогательный епископ Камагуэя с 12 марта 1997 по 10 июня 2002. Архиепископ Камагуэя с 10 июня 2002 по 26 апреля 2016. Архиепископ Сан-Кристобаль-де-Ла-Гавана с 26 апреля 2016. Председатель епископской конференции Кубы с апреля 2007 по 11 ноября 2013. Кардинал-священник с титулом церкви Санти-Аквила-э-Пришилла с 5 октября 2019.